# Sini (Italia)
Sini è un comune italiano di 518 abitanti della provincia di Oristano in Sardegna, nella regione storica della Marmilla.

## Storia
Territorio abitato in epoca nuragica e probabilmente romana, nel Medioevo appartenne al Giudicato di Arborea e fece parte della curatoria della Marmilla. Alla caduta del giudicato (1410) passò agli aragonesi e fu incluso nell'Incontrada di Marmilla, feudo dei Carroz conti di Quirra. Dal 1603 fece parte del Marchesato di Quirra, feudo dei Centelles. Nel 1839, con la soppressione del sistema feudale, fu riscattato agli Osorio del la Cueva, ultimi feudatari, e divenne un comune amministrato da un sindaco e da un consiglio comunale.

### Simboli
Lo stemma e il gonfalone del Comune di Sini sono stati concessi con decreto del presidente della Repubblica del 6 aprile 2005.
(D.P.R. 06.04.2005)
Il gonfalone è un drappo troncato di verde e di giallo.

## Società

### Evoluzione demografica
Abitanti censiti

### Lingue e dialetti
La variante del sardo parlata a Sini è il campidanese occidentale.

## Monumenti e luoghi d'interesse

### Siti archeologici
Nel territorio di Sini sono presenti sette nuraghi:
- Nuraghe Bruncu Suergiu, sulla Giara, al confine con il territorio di Genoni. Nei pressi del complesso nuragico emergono i resti di un insediamento punico-romano.
- Nuraghe Bruncu su Sensu
- Nuraghe Buccascala
- Nuraghe Perdosu
- Nuraghe Scala'e Brebeis
- Nuraghe Sedda
- Nuraghe Siorus

## Cultura

### Eventi
È conosciuta in tutta la Sardegna per la sagra de su pani saba che si svolge il 25 aprile, dolce tipico della festa di San Giorgio che si festeggia il 23 aprile